# Capasa binexata
Capasa binexata là một loài bướm đêm trong họ Geometridae.